# Caro mio/Non tornar mai
Caro mio/Non tornar mai è l'ottavo singolo della cantante italiana Iva Zanicchi, pubblicato nel 1965.

## Tracce
Lato A
- Caro mio (Cara mia) - 2:08 - (Trapani/Lange/Misselvia)

Lato B
- Non tornar mai - 2:20 - (Bardotti/Russel)